# Henrik Stjernberg
Henrik Stjernberg är en svensk innebandyspelare och DOTA spelare för MLG Noscope. Stjernberg kommer från och bor i Filipstad och är född 1984. Hans moderklubb är Nykroppa Innebandyklubb men hans nuvarande klubb är Skoghalls Innebandyklubb där han spelar serien i Herrar Allsvenskan Södra.
Han har även spelat i följande klubbar (Skoghall och Nykroppa inkluderad):
- Lesjöfors/Filipstad IBK 06/07 - 09/10
- Jönköpings IK 03/04 - 06/07
- Nykroppa IBK 03/04
- Karlstad IBF 02/03 - 03/04

| Spelarfakta |                         |
| ----------- | ----------------------- |
| Position    | Forward                 |
| Tröjnummer  | 13                      |
| Från        | Lesjöfors/Filipstad IBK |
| Moderklubb  | Nykroppa IBK            |